# 興和県
興和県（こうわ-けん）は、中華人民共和国内モンゴル自治区ウランチャブ市に位置する県。
中温帯半乾燥モンスーン型気候で年平均気温は4℃前後。雨量が少ない上平均していないので農業の発展は妨げられていた。しかし近年は小型精耕苗木畑農業が発展し、石墨鉱山も開発される。

## 行政区画
5バルガス（鎮）、4郷を管轄
- バルガス（鎮）：城関鎮、張皋鎮、サエン・オス・バルガス（賽烏素鎮）、ウルデン・バルガス（鄂爾棟鎮）、店子鎮
- 郷：大庫聯郷、民族団結郷、大同夭郷、五股泉郷